# Wann Langston, Jr.
Wann Langston Jr. (* 10. Juli 1921 in Oklahoma City; † 7. April 2013) war ein US-amerikanischer Wirbeltier-Paläontologe, speziell für Reptilien wie Dinosaurier und Amphibien.
Langston studierte Geologie und Paläontologie an der University of Oklahoma (Bachelor 1943, Master-These 1947 A new genus and species of Cretaceous theropod dinosaur from the Trinity of Atoka County, Oklahoma) und wurde 1952 an der University of California promoviert. 1946 bis 1948 war er Instructor für Geologie am TexTech College. 1949 bis 1954 war er Präparator am Museum für Paläontologie der University of California, 1951/52 als Lecturer. Ab 1954 bis 1962 war er am National Museum of Canada als Kurator für Wirbeltierpaläontologie (in Nachfolge von Charles M. Sternberg, dem Sohn von Charles H. Sternberg). Danach forschte er am Texas Memorial Museum (heute Texas Natural Science Center) und der University of Texas, wo er ab 1969 bis 1986 das Labor für Wirbeltierpaläontologie leitete (sein Nachfolger war Erik Lundelius). 1974 war er am Cleveland Museum of Natural History und ab 1975 war er Professor für Geologie an der University of Texas at Austin (ab 1983 als Jaeger Professor). Auch nach der Emeritierung 1986 arbeitete er weiter an Ausgrabungen. Er nahm sich auch der Sammlungen der Texas A&M University an.
1950 beschrieb er mit J. Willis Stovall den Raubsaurier Acrocanthosaurus. In Kanada grub er in den reichhaltigen Dinosaurierfundstätten aus der Oberkreide in Alberta aus, unter anderem in der Scabby Butte (nördlich Lethbridge) Fundstelle des Ceratopsiers Pachyrhinosaurus ab 1957, wo schon Charles M. Sternberg erste Funde Anfang der 1950er Jahre machte. In Texas untersuchte Langston unter anderem Wirbeltierfossilien der Kreide aus dem Big Bend National Park. Er untersuchte unter anderem ausgestorbene Krokodile, den großen Pterosaurier Quetzalcoatlus aus dem Big Bend National Park (wo Douglas A. Lawson 1971 erste Funde dieses Pterosauriers machte) und Reptilien aus dem Perm.
2007 erhielt er die Romer-Simpson-Medaille der Society of Vertebrate Paleontology, deren Vizepräsident er 1973/74 und deren Präsident er 1974/75 war. 1988 wurde er deren Ehrenmitglied.
Er war seit 1946 verheiratet und hat zwei Kinder.